# Ilijas Mašnić
Ilijas Mašnić (* 21. Oktober 1957 in Sarajevo) ist ein bosnisch-herzegowinischer Basketballtrainer und ehemaliger Spieler.

## Werdegang
Mašnić spielte in Bosnien-Herzegowina für den Verein Željezničar Sarajevo und nahm im Jahre 1993 mit der bosnisch-herzegowinischen Nationalmannschaft an der Europameisterschaft 1993 in Deutschland teil und belegte mit seiner Mannschaft den achten Platz. Nach dem Turnier setzte er sich wegen des Bosnienkrieges von seiner Mannschaft ab und zog zu einem Freund nach Herford. Ab 1995 spielte er in der Regionalliga für den SV Brackwede aus Bielefeld.
Nach dem Ende seiner Spielerkarriere wurde er Trainer und war zunächst beim SV Brackwede aktiv. Im Jahre 2007 führte er den TSVE Bielefeld zum Aufstieg in die ProB. Später trainierte er noch die Westfalen Mustangs. aus Rheda-Wiedenbrück und die BBG Herford. Hauptberuflich arbeitet Ilijas Mašnić als Metallbauer bei der Firma Goldbeck in Bielefeld. Er hat zwei Kinder. Sein Sohn Neil Mašnić ist ebenfalls Basketballspieler.